# Liste der Monuments historiques in Lindre-Haute
Die Liste der Monuments historiques in Lindre-Haute führt die Monuments historiques in der französischen Gemeinde Lindre-Haute auf.

## Liste der Objekte
| Bezeichnung       | Beschreibung                                                                         | Standort                        | Kennzeichnung | Schutzstatus | Datum | Bild |
| ----------------- | ------------------------------------------------------------------------------------ | ------------------------------- | ------------- | ------------ | ----- | ---- |
| Kapitell          | Kalkstein, 3. Jahrhundert; umgearbeitet zum Taufbecken, heute Volksaltar             | in der Kirche St-Gibrien (Lage) | PM57000118    | Classé       | 1980  |      |
| Hauptaltar        | Altartisch mit Altaraufbau und Tabernakel; Holz, 18. Jahrhundert                     | in der Kirche St-Gibrien (Lage) | PM57000119    | Classé       | 1980  |      |
| Zwei Seitenaltäre | jeweils Altartisch, Retabel und eine Skulptur; Holz, farbig gefasst, 18. Jahrhundert | in der Kirche St-Gibrien (Lage) | PM57000120    | Classé       | 1980  |      |